# Dashymenia
Dashymenia is een geslacht van wantsen uit de familie van de Miridae (Blindwantsen). Het geslacht werd voor het eerst wetenschappelijk beschreven door Karl Alfred Poppius in 1910.

## Soorten
Het genus bevat de volgende soorten:

- Dashymenia artchawakomi Wolski & Yasunaga, 2016
- Dashymenia capillosa (Yasunaga, 2000)
- Dashymenia cognata Wolski & Gorczyca, 2012
- Dashymenia colubrina Wolski & Gorczyca, 2012
- Dashymenia conspersa Wolski & Gorczyca, 2012
- Dashymenia convexicollis Poppius, 1910
- Dashymenia croesus (Distant, 1904)
- Dashymenia gorczycai Wolski & Yasunaga, 2010
- Dashymenia javanensis Namyatova, Contos & Cassis, 2018
- Dashymenia jaydeni Namyatova, Contos & Cassis, 2018
- Dashymenia kerzhneri Gorczyca & Wolski, 2006
- Dashymenia kotejai Wolski & Gorczyca, 2006
- Dashymenia macgillavryi Poppius, 1914
- Dashymenia remus (Distant, 1904)
- Dashymenia tenmalai Wolski & Gorczyca, 2012
- Dashymenia webbi Wolski & Gorczyca, 2012
- Dashymenia yakushima (Yasunaga & Miyamoto, 2012)